# Acraea petrina
Acraea petrina är en fjärilsart som beskrevs av Suffert 1904. Acraea petrina ingår i släktet Acraea och familjen praktfjärilar. Inga underarter finns listade i Catalogue of Life.